# 戴完
戴完（1519年—1597年），字仲修，號渾菴，直隸安慶府桐城縣人，民籍，明朝政治人物。

## 生平
嘉靖二十二年（1543年）癸卯科應天府鄉試第九十一名舉人。嘉靖二十三年（1544年）中式甲辰科會試第二百四十五名，登第二甲第三名進士。官户部福建司主事，二十五年春督饷遼東，旋分司德州倉，二十七年遷山西司员外郎，二十八年升贵州司郎中，十月丁父艰，次年接丁继母余氏艰。三十六年起改刑部江西司郎中。严嵩用事，同部郎张翀上疏弹劾严嵩，被廷杖，遣戍夜郎，严嵩发觉其疏与戴完合草，遂出补贵州佥事。时盗贼屡发，土官跋扈，戴完杖之而以恩抚其子，乃畏服，在任三月，威德大著。谢病归，時年四十二。家居三十七年卒，享年七十九。

## 家族
曾祖戴冕，歲貢監生；祖父戴寶；父戴儒，義官。母劉氏；繼母余氏。